# Giambattista Torricelli
Giambattista Torricelli (* 12. Mai 1779 in Lugano; † 7. März 1848 ebenda) war ein Schweizer römisch-katholischer Geistlicher und Schriftsteller.

## Leben
Giambattista Torricelli war der Sohn von Christoforo Torricelli und dessen Ehefrau Marianna, geb. Piccoli.
Er besuchte das, von den Somaskern geführte, Kollegium San Antonio in Lugano und studierte anschließend Theologie am Seminario patriarcale in Venedig und an der Universität Padua. Als er das Studium beendet hatte, kehrte er in das Tessin zurück und erhielt 1802 die Priesterweihe. 1806 wurde er zum Kanonischen Theologen des Kapitels Lugano ernannt.
Angiola Pizzagalli, geb. Maghetti, vermachte ein beträchtliches Vermögen zur Gründung eines Waisenhauses, dieses wurde durch ihren Vater Anton Maghetti 1830 um 40.000 Lire sowie durch weitere 50.000 Lire ihrer Mutter aufgestockt. Die gesamte Summe erhielt Giambattista Torricelli als Legatsverwalter zur weiteren Verwendung; vertragliche Klauseln regelten, dass er die finanziellen Mittel ohne Verpflichtung zur Rechenschaft, ob geistlich, weltlich oder politische Kraft, einsetzen könne. Dies führte zur Gründung eines Mädcheninternats sowie eines Waisenhauses für Jungen 1844 in Lugano.

### Schriftstellerisches Wirken
Giambattista Torricelli war leitender Redaktor der Zeitschrift Il Cattolico, die 1833 gegründet worden war und alle zwei Wochen erschien, sowie Autor des zehnbändigen Werks Orazioni sacre e dissertazioni storico-polemiche. In seinen Schriften ist seine tiefe Abneigung gegen jede Form des Liberalismus erkennbar und er verteidigte vehement die Kirche gegenüber Säkularisationsforderungen.

## Schriften (Auswahl)
- Elogi di Maria Vergine venerata in Lugano sotto il titolo di Madre delle Grazie e della Immacolata di Lei Concezione. Lugano: Presso Francesco Veladini e comp, 1826.
- Orazioni sull’augustissimo Sacramento recitate nella chiesa di S. Marco in Milano nel febbraio del 1820 e nella cattedrale di Bergamo nello stesso mese del 1827. Como: Presso C. Pietro Ostinelli, 1829.
- Esposizione di alcune cattoliche verità a schiarimento degli articoli dell’Osservatore del Ceresio N. 21 e 25 del 1831 relativi a Monsignor vescovo di Como. Como: Coi torchi di C. Pietro Ostinelli, 1831.
- Orazioni sacre e dissertazioni storico-polemiche. Lugano 1837–1840.
- Saggi biografici intorno alla illustrissima signora contessa donna Rosa Lucini-Passalacqua vedova Leonardi la cui perdita infausta fu compianta nel 2 dicembre 1841. Lugano: Dalla tipografia Veladini, 1842.
- La sapienza di Dio nelle malattie dell’uomo: Operetta del canonico teologo Giambattista Torricelli di Lugano. Lugano 1845.
- Dissertazioni storico-polemiche essia catechismo religioso sociale. Roma: Tipografia di Gaetano Chiassi, 1850–1854.